# All's Fair (film 1913)
All's Fair è un cortometraggio muto del 1913 diretto da Hay Plumb.

## Trama
Un impiegato, per impressionare la ragazza che vuole conquistare, lascia il suo lavoro e si arruola. Lei, però, sposa il soldato che prende il posto del suo spasimante.

## Produzione
Il film fu prodotto dalla Hepworth.

## Distribuzione
Distribuito dalla Hepworth, il film - un cortometraggio di 198 metri - uscì nelle sale cinematografiche britanniche nell'aprile 1913.
Fu distrutto nel 1924 dallo stesso produttore, Cecil M. Hepworth. Fallito, in gravissime difficoltà finanziarie, Hepworth pensò in questo modo di poter almeno recuperare il nitrato d'argento della pellicola.